# Erwin Willi Kurtz
Erwin Willi Kurtz (fl. XIX secolo) è stato un ginnasta tedesco.
Partecipò ai Giochi della II Olimpiade che si svolsero a Parigi nel 1900. Prese parte all'unica gara di ginnastica in programma, in cui giunse settantanovesimo a pari merito con il connazionale Fritz Danner.